# Тенка, Карло

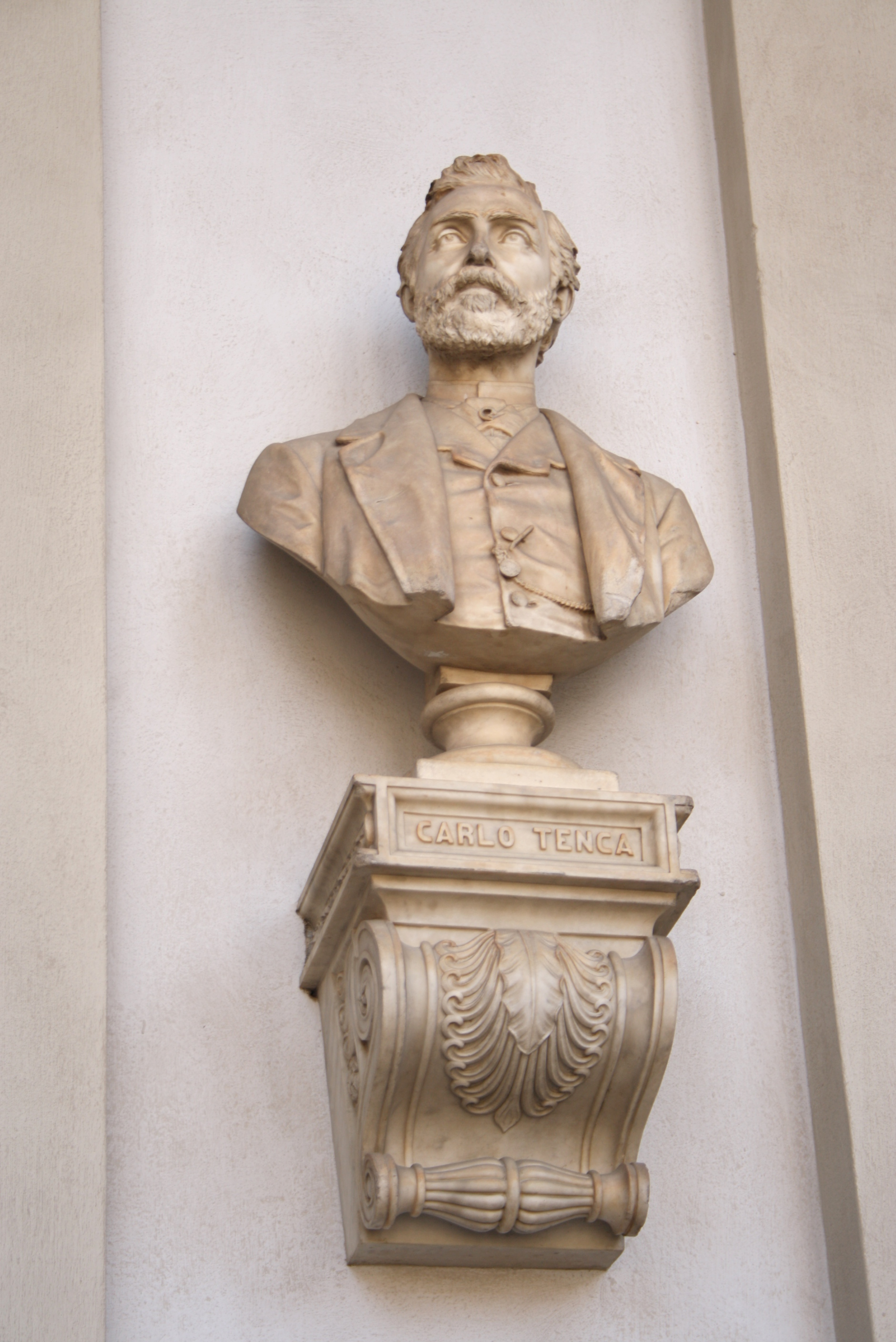
Бюст Карло Тенка на Дворце Брера в Милане

Карло Тенка (итал. Carlo Tenca; 19 октября 1816, Милан — 4 сентября 1883, Милан, Ломбардия) — итальянский ломбардский публицист, журналист, прозаик и политик, государственный деятель.
Один из ведущих литературных критиков эпохи романтизма и видный представитель итальянского Рисорджименто.

## Биография
Родился в небогатой семье. Обучался в духовной семинарии, которую вскоре бросил, зарабатывал на жизнь давая частные уроки. Во время учёбы подружился с миланскими патриотами, которые повлияли на его политические воззрения.
Журналистской деятельностью начал заниматься в 1838 году. В 1845 году стал главным редактором журнала «Rivista Europea», который благодаря ему приобрёл явно литературный характер. В 1848 году — сторонник идей Дж. Мадзини. Редактировал два журнала, пропагандируя идеи Дж. Мадзини: «22 марзо», авторитетного печатного органа временного правительства Ломбардии и «Italia del popolo».
Его дом был конспиративным центром миланских патриотов. 18-23 марта 1848 года был участником пятидневного восстания в Милане. После сдачи города австрийцам был вынужден бежать, сначала в Швейцарию, а затем во Флоренцию. После поражения Весны народов в 1848 году перешёл в стан умеренных либералов Бенсо ди Кавура. После возвращения в Милан стал постоянным гостем салона Клары Маффеи и её близким другом, затем — лидером интеллектуалов, посещавших салон.
На выборах 1861 года был избран депутатом законодательного собрания Королевства Италии от Милана. Почти двадцать лет являлся членом умеренного правого крыла собрания и переизбирался несколько раз. В 1880 году, будучи больным, отказался от депутатства. Во время своей парламентской деятельности был членом Высшего совета народного образования. Среди прочего занимался реорганизацией миланских школ.
Среди представителей Рисорджименто Тенка является фигурой, воплощающей разнообразные влияния политической и культурной жизни своего времени; однако эти влияния самостоятельно перерабатывались им в ходе общественной и литературной деятельности, исполненной острого осознания социальных нужд Италии того времени. Литератор, журналист, с самого начала придерживавшийся либерально-демократического направления в политике, государственный деятель — «кавурианец» с 1860 г. (хорошо известны его реформы, направленные на то, чтобы придать школе более демократический характер, а также способствовать приобщению женщин к современной культуре).
Похоронен на Монументальном кладбище Милана.

## Творчество
Карло Teнкa — учёный, историк итальянской литературы. Автор многих эссе о творчестве классиков XIII—XVI веков и других трудов, начиная с филологии и этнографии до историографии. В 1840 году опубликовал исторический роман «La Ca’dei cani».
Знаток русской литературы. Автор ряда исследований творчества Г. Державина, В. Жуковского, А. Пушкина, статей «О славянской литературе», «О будущем славянских народов», о славянском национальном движении, очерка «О русской литературе» и др.

## Память
- Имя Карло Teнкa носят улица и лицей в Милане.